# Супер новобранци
„Супер новобранци“ (на английски: Supernoobs) е канадски анимационен сериал от 2015 г., продуциран от DHX Media за „Картун Нетуърк“ и Teletoon.

## В България
В България сериалът започва излъчване по локалната версия на „Картун Нетуърк“ през 2016 г.

### Нахсинхронен дублаж
| Роля           | Изпълнител                                          |
| -------------- | --------------------------------------------------- |
| Кевин          | Константин Лунгов                                   |
| Тайлър         | Христо Димитров                                     |
| Дженифър       |                                                     |
| Мем            | Явор Караиванов                                     |
| Зен            | Стоян Цветков                                       |
| Джок Джокерсън | Петър Калчев                                        |
| Ейми           | Златина Тасева                                      |
| Други гласове  | Цветослава Симеонова Живко Джуранов Момчил Степанов |

| Обработка | студио „Про Филмс“ (2016) |
| --------- | ------------------------- |